# Ayoola Erinle
Pour les articles homonymes, voir Erinle.
Pas d'image ? Cliquez ici

a Compétitions nationales et continentales officielles uniquement.

b Matchs officiels uniquement.
Dernière mise à jour le 9 décembre 2017.
Ayoola Erinle, né le 20 février 1980 à Lagos (Nigeria), est un joueur anglais de rugby à XV évoluant au poste de centre ou ailier.

## Carrière
Formé à Reading, il rejoint les London Wasps en 2002 où il remporte tous les trophées possibles : Championnat d'Angleterre, Coupe d'Angleterre, Coupe d'Europe et Challenge européen.
Il rejoint ensuite les Leicester Tigers pour deux saisons où il remporte un nouveau titre de champion d'Angleterre puis Biarritz en 2009. Peu utilisé, il est libéré de son contrat en janvier 2011 et retourne en Angleterre à Nottingham en deuxième division. En 2012, il signe à Carcassonne en Pro D2 et termine sa carrière en 2014 à Dijon en Fédérale 1.

## Palmarès
- Champion d'Angleterre: 2003, 2004, 2005, 2009
- Vainqueur de la Coupe anglo-galloise: 2006
- Vainqueur de la Coupe d'Europe: 2004, 2007
- Vainqueur du challenge européen: 2003
- Finaliste de la Coupe d'Europe : 2010

## International
- Angleterre : 2 sélections
- Angleterre A
- Angleterre à VII